# Skånelandens nation
Skånelandens nation, till namnet en studentnation i Uppsala, var en form av "icke-nation" tillskapad enkom för att kringgå obligatoriet för studenter vid Uppsala universitet att tillhöra såväl Uppsala studentkår som en av dess nationer. 
Nationen, som grundades under 1964, hade inledningsvis en terminsavgift på 10 kr. Denna minskade efterhand till fyra, 1978 till en krona, för att 1979 bli noll, då högre avgifter kostade alltför mycket att ta upp. Skånelandens nations enda verksamhet var upptagande av medlemmar. Uppsala studentkår hade inte något samröre med Skånelandens nation, vilken var en helt självständig sammanslutning.
I och med att såväl kårobligatoriet som nationsobligatoriet avskaffades den 1 juli 2010 var nationens åtagande avslutat. Medlemskap i nation är numera frivilligt och något behov av Skånelandens erbjudande finns därmed inte längre. 
Att nationen kallas Skånelandens nation, det vill säga syftande på Skåne, Halland, Blekinge och Bornholm, torde bero på att dessa landskap är de enda som inte finns representerade bland Uppsalas tretton äldre nationer. 